# Estação Clínicas
A Estação Clínicas é uma das estações da Linha 2–Verde do Metrô de São Paulo. O nome da estação é devido ao fato de estar localizada em frente ao Hospital das Clínicas da Faculdade de Medicina da Universidade de São Paulo (HCFMUSP), nos distritos do Jardim Paulista e da Consolação, no sentido bairro da Avenida Doutor Arnaldo. Inaugurada em 12 de setembro de 1992, tem capacidade de vinte mil passageiros por hora.

## Características

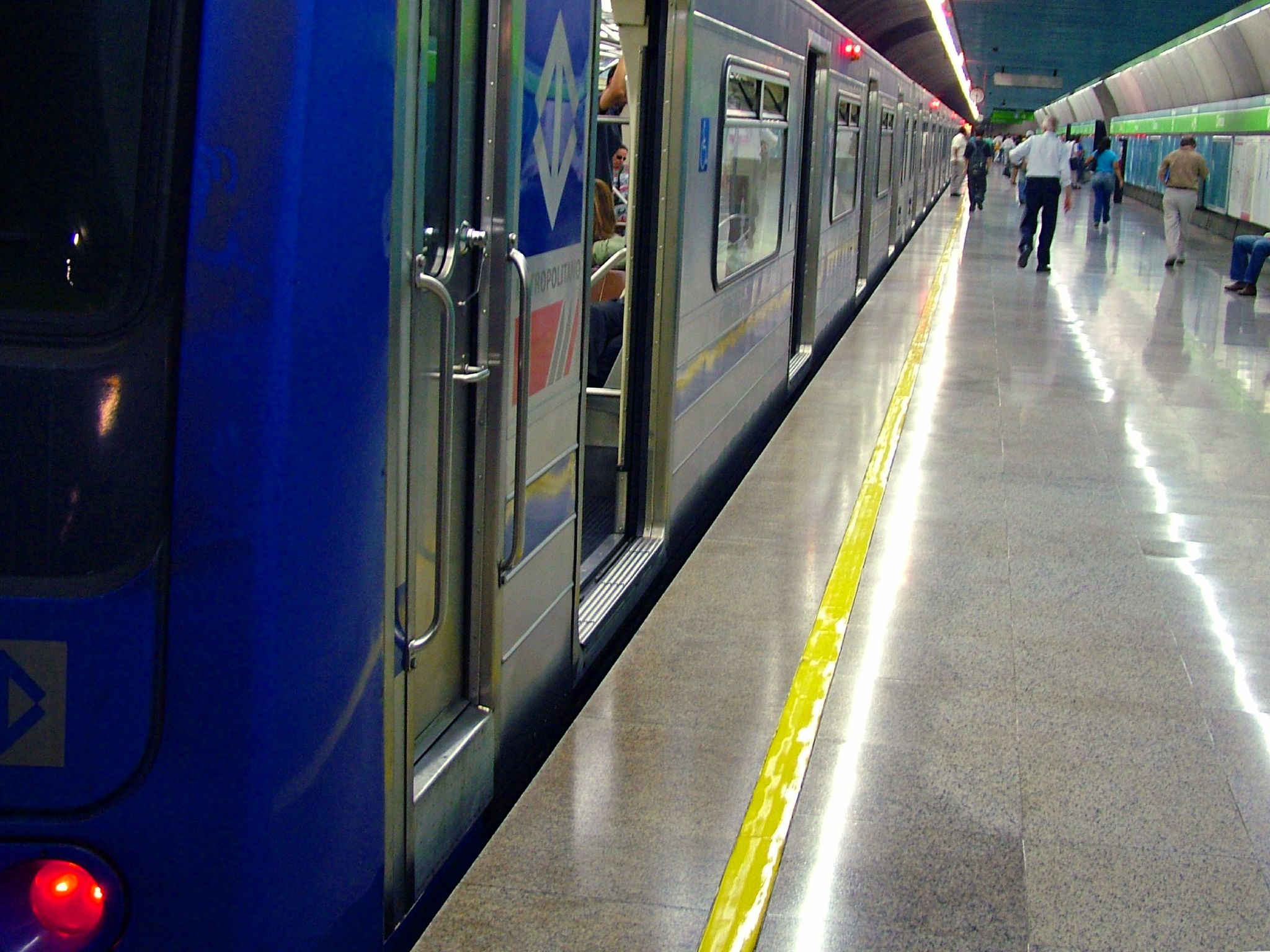
Trem Alstom parado na estação

Estação subterrânea composta por mezanino de distribuição e plataformas laterais com estrutura em concreto aparente.
Possui acesso para pessoas portadoras de deficiência através de rampa.
Está interligada ao complexo hospitalar das Clínicas por um túnel.

## Obras de arte
Painel instalado no mezanino da estação:
- Jogo de Dados, Geraldo de Barros, painel (1991), colagem laminado plástico (2,63 x 21,70 m).

Instalação localizada no corredor de acesso ao Hospital das Clínicas:
- O Ventre da Vida, Denise Milan e Ary Perez, instalação (1993), técnica mista, materiais utilizados: cristais de rocha, fibras ópticas e sistema elétrico (1,50 m de diâmetro).

## Tabelas
| Linha   | Terminais                     | Estações | Principais destinos                                                                          | Duração das viagens (min) | Intervalo entre trens (min) | Funcionamento                                                 |
| ------- | ----------------------------- | -------- | -------------------------------------------------------------------------------------------- | ------------------------- | --------------------------- | ------------------------------------------------------------- |
| 2 Verde | Vila Madalena ↔ Vila Prudente | 14       | Vila Madalena, Clínicas, Bela Vista, Paraíso, Vila Mariana, Cursino, Ipiranga, Vila Prudente | 28                        | 3                           | Diariamente, das 4h40 à 0h24; Sábados até a 1 hora de domingo |

| Sigla | Estação  | Inauguração            | Capacidade                   | Integração               | Plataformas | Posição     | Notas                                      |
| ----- | -------- | ---------------------- | ---------------------------- | ------------------------ | ----------- | ----------- | ------------------------------------------ |
| CLI   | Clínicas | 12 de setembro de 1992 | 20 mil passageiros hora/pico | Bilhete Único da SPTrans | Laterais    | Subterrânea | Estação com estrutura de concreto aparente |